# お茶の水女子大学共創工学部
お茶の水女子大学共創工学部（おちゃのみずじょしだいがくきょうそうこうがくぶ、Faculty of Humanities Data Engineering ）は、お茶の水女子大学に設置している工学部。
2024年（令和6年）4月に新設。これに伴い、生活科学部人間・環境科学科の募集を停止し、同学科がこの学部の人間環境工学科に移行。そして新設学科として文化情報工学科が開設され、基幹研究院の人間科学系や人文科学系に属する教員が一部同学科へ異動する。同大学は学校教育研究部の研究組織に基幹研究院を設けており、自然科学系、人間科学系、人文科学系などに区分しそれぞれに教員・研究員が所属している。
共創工学部はこの大学が進める多様性の認識と、新しい文化を創出するといった新しい価値観を重視。これを実現化するために工学と人文学・社会科学を協働させる必要があるとし、同大学ではその鍵となるのにデータサイエンスを2019年度から、全学部の1年生と2年生を主たる対象にして「文理融合データサイエンス」との名で開講。共創工学部の文化情報工学科では、これをさらに進め、より専門的な技能を身につけさせて、人文・社会科学の知と併せ、データサイエンスのさらなる活用を学ぶことができるようにしている。データサイエンスの基盤の上に、工学の知識や技術を文系学の知と協働させることで、ソサエティー5.0への取り組みを前進させ、人間中心の社会に向けたイノベーションを推進できる女性人材の育成を目指している。
この大学では副・学際プログラムを設けており、人間環境工学科では文化情報工学学際プログラム（共創工学部が開設）、情報科学副プログラム、生命情報学学際プログラム（理学部が開設）、消費者学学際プログラム（生活科学部が開設）を、文化情報工学科では人間環境工学学際プログラム、情報科学副プログラム、哲学・倫理学・美術史副プログラム、比較歴史学副プログラム、地理環境学副プログラム、日本語・日本文学副プログラム、英語圏言語文化副プログラム、中国語圏言語文化副プログラム、仏語圏言語文化副プログラム、日本語教育副プログラム、教育科学・子ども学学際プログラム、社会学副プログラム、舞踊教育学副プログラム、音楽表現副プログラム、グローバル文化学学際プログラム、生活文化学副プログラムが履修可能。

## 組織構成
- 人間環境工学科（入学定員26名）
  - 人間領域 
領域の内容は、センサーと人間工学、システム工学、生体計測制御工学、生体電気電子工学、生体材料学、第四紀学、身体形質と文化
  - マテリアル領域 
領域の内容は、生活材料物性、サスティナブル環境論、建築材料学、建築設備学、生産とデザイン、材料とデザイン、水環境工学、高分子化学、機器分析
  - 環境領域
領域の内容は、建築意匠論、西洋建築史、日本建築史、建築構法計画、応用建築構造、基礎構造力学、都市デザイン、建築環境工学、建築法規

系統として工学系と共創系とに分類している。
- 文化情報工学科（入学定員20名）
  - 人文情報学領域
領域の内容は、歴史情報学、地理情報学、言語情報学、文化情報学、思想情報学、芸術情報学
  - 情報工学領域
領域の内容は、データ解析学、統計学、センサーと人間工学、応用統計学演習、コンピュータビジョン、コンピュータグラフィックス、ヒューマンインターフェイス、文化情報デザイン、データベース設計

系統として人文学系、データサイエンス、情報工学系とに分類している。